# Sabina Trooger
Sabina Trooger, geborene Zimmermann, (* 10. April 1955 in München) ist eine deutsche Schauspielerin, Synchronsprecherin, Regisseurin und Schriftstellerin.

## Leben
Sabina Trooger ist die Tochter der Schauspielerin Margot Trooger und des Schauspielers Will Quadflieg. Die offizielle Vaterschaft übernahm für viele Jahre der Bühnenbildner Jörg Zimmermann, der mit Margot Trooger verheiratet war. Sabine Trooger ist die Halbschwester des Schauspielers Christian Quadflieg und der Schriftstellerin Roswitha Quadflieg.
Sie besuchte nach dem Gymnasium eine Grafikerschule. Schauspielunterricht nahm sie bei der Professorin Margret Langen und bei Lina Carstens in München. Im Jahr 1974 gründete sie als Werbegrafikerin eine eigene Firma. Danach wirkte sie von 1975 bis 1979 als freiberufliche Schauspielerin. 1976 gab sie ihr Debüt an den Hamburger Kammerspielen. 1977 wirkte sie bei den Festspielen auf Burg Jagsthausen mit. Von 1978/1979 bis 1981 gehörte sie zum Ensemble am Staatstheater Hannover, wie sie auch als Co-Regisseurin von Vaclav Havels Protest wirkte, und spielte am Schauspielhaus Zürich. Ab 1981 war sie wieder freiberuflich in München am Theater am Einlass und am Modernen Theater tätig. Dort führte sie 1984 erstmals allein Regie.
Sabina Trooger wirkte in mehreren Fernsehspielen und Serien mit und war 1985 als Journalistin Inge Romanek die Gegenspielerin von Sunnyi Melles in dem Melodram Dormire von Niklaus Schilling, bei dem sie auch am Drehbuch beteiligt war.
Als Synchronsprecherin ist sie unter anderem die deutsche Stimme von Madonna, von Geena Davis (in Tödliche Weihnachten und Die Piratenbraut) sowie von Grace Jones (in Im Angesicht des Todes).
In späteren Jahren hat sich Sabina Trooger vorwiegend als Romanautorin einen Namen gemacht. Nach ihrem Leben in München und nach 15 Jahren Aufenthalt in den USA und Panama lebt sie seit 2012 zusammen mit ihrem Mann Vincenzo Benestante in Berlin.

## Theaterrollen am Staatstheater Hannover (Auswahl)
- Lillian Holiday in Happy End
- Amanda in Hochzeitsreise
- Lucie in Stella
- Kate in Bedroom Farce
- Marianne in Jacobowsky
- Anja in Kirschgarten
- Anne Frank und Mrs. de Winter in Rebecca
- Lavinia in Trauer muß Elektra tragen
- Evchen in Zerbrochener Krug

## Filmografie

### Als Schauspielerin
- 1974: Tatort: Nachtfrost (Fernsehreihe)
- 1974: Der Kommissar: Im Jagdhaus (Fernsehserie)
- 1975: Du entkommst uns nicht (Fernsehen)
- 1977: Pariser Geschichten (Fernsehserie)
- 1977: Mathilde Möhring (Fernsehfilm)
- 1978: Väter und Söhne (Fernsehen)
- 1979: Götz von Berlichingen mit der eisernen Hand
- 1979: Die Rote Zora und ihre Bande (Fernsehserie) (Stimme)
- 1979: Die Protokolle des Herrn M.: Fahrkarte nach Neapel (Fernsehserie, als Sabine Trooger)
- 1983: Die Krimistunde (Fernsehserie)
- 1984: Die Story
- 1985: Dormire (auch Co-Drehbuch)
- 1986: Kir Royal: Adieu Claire (Fernseh-Sechsteiler)
- 1986: Vermischte Nachrichten
- 1987: Die Krimistunde (Fernsehserie, Folge Man muß dran glauben)
- 1987: Ein Stück vom Glück (Fernsehen)
- 1988: Ein Kuckuck im Nest (Fernsehen)
- 1988: Ein Fall für zwei: Alte Liebe (Fernsehserie)
- 1988: Tagebuch für einen Mörder (Fernsehen)
- 1988: SOKO 5113: Lebensglück (Fernsehserie)
- 1989: Großstadtrevier: Zielschuß Rot (Fernsehserie)
- 1989: Peter Strohm: Der zweite Mann (Fernsehserie)
- 1989: Der Atem
- 1990: Mich will ja keiner (Fernsehen)
- 1990: Echo (Buch und Regie: Eberhard Weißbarth)
- 1990: Der Sommer des Schakals (Death Has a Bad Reputation) (Fernsehen)
- 1990: Es führt kein Weg zurück (Pride and Extreme Prejudice) (Fernsehen)
- 1990: Eine Frau namens Harry
- 1993: Der siebte Bua (Fernsehen)
- 1994: Ärzte: Nachtrunden (Fernsehreihe)
- 1994: Ärzte: Schattenzone (Fernsehreihe)
- 1994: Im Namen des Gesetzes: Vollmond (Fernsehserie)
- 1996: Die Kommissarin: Banküberfall (Fernsehserie)
- 1996: Tatort: Freitagsmörder (Fernsehreihe)
- 1996: Ein Fall für zwei: Ausweg Mord (Fernsehserie)
- 1997: Für alle Fälle Stefanie: Wundersame Heilungen (Fernsehserie)

### Als Synchronsprecherin
Madonna
- 1985: Susan... verzweifelt gesucht als Susan
- 1986: Shanghai Surprise als Gloria Tatlock
- 1990: Dick Tracy als Heiserchen Mahoney
- 1992: Eine Klasse für sich als Mae Mordabito
- 1993: Body of Evidence als Rebecca Carlson
- 2000: Ein Freund zum Verlieben als Abbie Reynolds
- 2002: James Bond 007 – Stirb an einem anderen Tag als Verity
- 2003: Stürmische Liebe – Swept Away als Amber

Adriane Lenox
- 2015: Marvel’s Daredevil als Doris Urich
- 2016: Detective Laura Diamond als Ms. Parker

#### Filme
- 1966: Für Millie Perkins in Das Schießen als Frau
- 1974: Für Laura Belli in Der Berserker als Marilù Porrino
- 1981: Für Fay Wray in Doktor X als Joan Xavier
- 1983: Für Maria Grazia Francia in Kein Frieden unter den Olivenbäumen als Maria Grazia Dominici
- 1992: Für Marjorie Steele in Unschuldig gejagt als Pat Peterson
- 2013: Für Melanie Griffith in Nennt mich verrückt! als Kristin
- 2014: Für Alfre Woodard in 12 Years a Slave als Mistress Shaw
- 2017: Für Macha Méril in Monsieur Pierre geht online als Marie
- 2020: Für Kristin Griffith in The Devil All the Time als Emma
- 2020: Für Laura Mooney in Soul als Therapiekatzenlady

#### Serien
- 1983–1988: Für Ana Alicia in Falcon Crest als Melissa Agretti (2. Stimme)
- 1988: Für Sharon Acker in Raumschiff Enterprise als Odona
- 2017: Für Donzaleigh Abernathy in Chicago P.D. als Jeanette Barnes
- 2021: Für Veronica Falcon in Why Women Kill als Catherine Castillo
- 2022: Für Sloan Robinson in Navy CIS: L.A. als Mrs. Peters
- 2022: Für Denise Crosby in Navy CIS als Hattie Taylor

### Videospiele
- 2025: Assassin’s Creed Shadows, als Matsu

## Hörspiele
- 1966: Das Märchen vom Schlaraffenland; PHILIPS Single 760 062 QV
- 2014: Susanne Ayoub: Hinkel; Regie: Andrea Getto (DKultur)
- 2015: Edith Wharton: Allerseelen; Regie: Marc Gruppe (Titania Medien, Folge 104 in der Gruselkabinett-Reihe)[2]
- 2017: Arthur Conan Doyle: Der bucklige Mann; Regie: Marc Gruppe (Titania Medien, Folge 30 in der Sherlock-Holmes-Reihe)[3]

## Romane
- Thaors Lied. Weitbrecht, Stuttgart 1995, ISBN 3-522-71700-7.
- Die Feuerharfe. Thienemann, Stuttgart 1997, ISBN 3-522-17160-8.
- Hildegard von Bingen. Roman eines brennenden Lebens. Schneekluth, München 1998, ISBN 3-7951-1628-7.
- Das Land der Seligen. Thienemann, Stuttgart 1999, ISBN 3-522-17248-5.
- Kriemhild. Königin der Nibelungen. Schneekluth, München 2001, ISBN 3-7951-1744-5.
- Gott und ich. Gotoralf, Berlin 2018, ISBN 978-3-947292-07-3